# Auguste Lahoulle
Auguste Joseph Marie Lahoulle (Nantes, 19 febbraio 1891 – Rabat, 17 aprile 1959) è stato un generale e aviatore francese, asso dell'aviazione nel corso della prima guerra mondiale con 10 vittorie, tra cui 5 palloni da osservazione e 5 aerei Nel corso della seconda guerra mondiale fu comandante dell'aviazione da caccia francese di stanza in Marocco.

## Biografia
Nacque il 19 febbraio 1891 ad Auray, una piccola città del dipartimento del Morbihan, figlio di Auguste e Joséphine Martin. La famiglia apparteneva alla piccola borghesia di provincia ed era benestante, cosa che gli consentì di avere una buona educazione ed istruzione. Conseguito il baccalauréat in scienza sostenne l'esame di ammissione alla École spéciale militaire de Saint-Cyr nel 1910. Effettuò un anno di apprendistato presso il 31º Reggimento dragoni, dove fu promosso brigadiere, e poi iniziò i due anni di formazione presso la Scuola militare, promozione "des Zoulous". Uscito da Saint-Cyr nel 1912 con il grado di sottotenente fu assegnato al 3º Reggimento dragoni ad Epernay nel maggio 1914, e lì si trovava allo scoppio della prima guerra mondiale. La sua unità combatté in Lorena, ed egli rimase gravemente ferito il 9 agosto 1914 nei pressi di Longuyon, lungo la frontiera belga-lussemburghese. Il 1 ottobre fu promosso tenente. Rientrò in servizio attivo dopo una lunga convalescenza il 21 dicembre 1914, quando oramai imperava la guerra di trincea e la cavalleria era di fatto inoperosa. Nove giorni dopo fu insignito della Croce di Cavaliere della Legion d'onore. Si offrì quindi volontario per entrare in aviazione, venendo accettato il 16 aprile 1916 come osservatore dall'aeroplano presso l'Escadrille N 48 che raggiunse il 19 maggio 1916 dopo un breve corso di formazione. Rimase in tale unità per 7 mesi, effettuando anche il passaggio ai nuovi Nieuport biposto. Il 4 gennaio 1917 fu trasferito alla Escadrille N 23, dove rimase per breve tempo prima di raggiungere la Scuola di pilotaggio di Avord dove conseguì il brevetto di pilota militare n.4187. Il 24 luglio fu mandato ad effettuare l'addestramento avanzato a Pau da cui uscì il 18 settembre 1917 per raggiungere la Escadrille N 12, poi la Escadrille N 48 il 16 ottobre 1917, e infine la SPA 57 il 19 gennaio 1918. Tale unità, appartenente al Groupe de Chasse 11, era equipaggiata con gli SPAD.
Due mesi dopo, il 23 marzo, in collaborazione con Marcel Haegelen e Jean Chaput, abbatté e catturò l'asso Erich Thomas con il suo Albatros D.V; il trio di piloti francesi abbatté anche un secondo Albatros che accompagnava l'aereo di Thomas. Due giorni dopo fu scelto per comandare la Escadrille 154. Il 1º aprile, collaborando con Xavier Moissinac, distrusse un pallone d'osservazione su Fresnoy-en-Chaussée conseguendo la terza vittoria. Nel mese di maggio distrusse tre Fokker D.VII, con Moissinac che collaborò all'abbattimento di due di essi. Il 16 giugno distrusse un altro aereo da caccia tedesco. Promosso capitano, il 15 luglio, insieme a Michel Coiffard e un paio di altri piloti francesi distrusse tre Drachen tedeschi nelle vicinanze di Goussancourt.
Dopo aver distrutto il suo ultimo Drachen, fu sorpassato da una pattuglia di Fokker D.VII tedeschi sopra la cittadina di Dormans. Durante il combattimento venne ferito da un proiettile esplosivo che gli entrò nel collo ed uscì dal petto. Perdendo il sangue, riuscì ad atterrare d'urgenza sulla prima linea francese dove il suo aereo capottò. Lottando contro il senso di svenimento, riuscì ad uscire dal velivolo e a strisciare verso un campo di grano, dove fu tratto in salvo dai soldati francesi. Citato all'ordine del giorno dell'esercito il 23 luglio, divenne Ufficiale della Legion d'onore il 5 agosto. Data la gravità della ferita riportata rimase in convalescenza praticamente fino al termine delle ostilità, riprendendo servizio il 1 novembre.  Rimase nell'Aéronautique Militaire come ufficiale in servizio permanente,  distaccato presso il Sottosegretariato di Stato per l'Aeronautica, e poi, nel 1919, presso lo Stato maggiore speciale dell'Aeronautica, prima di essere assegnato nel 1921 al Centro aeronautico di Versailles.  Nominato comandante nel 1925, proseguì la carriera nello stato maggiore ed entrò nel 1928 nella scuola superiore di guerra, che gli permise di raggiungere i gradi di tenente colonnello nel 1931, colonnello nel 1934 e generale di brigata aerea nel 1938, dove fu nominato vice capo di stato maggiore dell'Armée de l'air. Commendatore della Legion d'onore, prestò servizio durante la seconda guerra mondiale. Trattenuto in servizio nell'Armée de l'air de l'armistice dopo la sconfitta del giugno 1940, nel mese di settembre fu nominato membro della Commissione per l'armistizio con l'Italia, poi nell'aprile 1941 comandante dell'aeronautica in Marocco con il grado di generale di divisione aerea. Dovette quindi far fronte allo sbarco delle truppe Alleate nel novembre 1942 e far rispettare gli ordini di resistere provenienti dal governo di Vichy. Svolse tale compito senza remore, ma non senza difficoltà: si recò personalmente presso reparti riluttanti a sparare sulle truppe americane, come nel caso di GC I/5 dove le discussioni furono estremamente vivaci con il suo comandante, come risulta dal registro di marcia dell'unità. Per ordine dell'ammiraglio François Darlan, tutte le unità francesi si unirono agli alleati dopo diversi giorni di combattimenti che provocarono un numero significativo di vittime.
La sua obbedienza agli ordini provenienti da Vichy gli costò la carriera. Mantenuto nella sua posizione dal generale Henri Giraud fu infine destituito quando quest'ultimo perse il suo potere politico. Il 1º ottobre 1943, mentre si affermava la posizione dei gollisti, fu messo a riposto, poi il 19 febbraio 1944 in congedo permanente dal personale navigante. Il 24 gennaio 1945 viene arrestato e incarcerato ad Algeri per ordine del Ministro dell'Aeronautica Charles Tillon, senza alcun mandato del giudice istruttore, cosa che verrà regolarizzata solo il 15 marzo successivo con la nomina del generale André che lo pose sotto mandato di arresto. L'inchiesta concluse rapidamente che l'unica cosa che si poteva rimproverargli era di aver fatto il suo dovere: venne quindi rilasciato provvisoriamente il 5 aprile 1945, poi il 31 luglio successivo fu emessa un'ordinanza di archiviazione del caso.  Collocato nella riserva nel 1949, si ritirò in Marocco dove morì a Rabat il 17 aprile 1959. 

### Fonti
1. 1 2 3 4 5 6 7 8 9 10 11 12 13 14 15 16 17 18 19 20 21 22 23 24 25 26 27 28 29 30 31 32 33  AS14-18.
2. 1 2 3 4 5  The Aerodrome.
3. 1 2 3 4  Franks, Bailey 1992, p. 181.